# Dagny Backer Johnsen
Dagny Backer Johnsen (* 1992 ) es una actriz noruega que comenzó su carrera con una formación en el Vestlandske Teatersenter de Bergen y graduada en el año 2020 en Artes Escénicas por la Escuela de Artes Westerdal de Oslo. Se hizo conocida por su papel de Snaefrid en la serie de televisión Vikings. También protagonizó las películas Violento y Seven.

## Filmografía (selección)
- 2011: Varg Veum - Muertes satélites
- 2013: Última boda en la Tierra
- 2013: Pornopung
- 2014: Violento
- 2014: Tjenestemannen
- 2026: Odd & Maud (cortometraje)
- 2017: Fuente de la juventud
- 2018: Vikingos (serie de televisión)
- 2019: Comisario Wisting (serie de televisión)
- 2020: Viaje sangriento (capítulo: El escritor malvado)
- 2020: The Affected (cortometraje)